# Ordine nazionale del Niger
L'Ordine Nazionale del Niger è il più alto degli ordini cavallereschi concessi dallo Stato del Niger.

## Storia
L'Ordine è stato fondato il 24 luglio 1961.

## Classi
L'Ordine dispone delle seguenti classi di benemerenza:
- Gran Cordone
- Cavaliere di Gran Croce
- Grand'Ufficiale
- Commendatore
- Ufficiale
- Cavaliere

| Nastri    |           |              |                 |                         |
| Cavaliere | Ufficiale | Commendatore | Grand'Ufficiale | Cavaliere di Gran Croce |

## Insegne
- La medaglia dell'Ordine è composta di una stella a cinque punte smaltata di verde con una spada di stile africano all'incavo di ogni braccio, il tutto sospeso da una corona d'alloro smaltata di verde. Al centro della croce si trova un medaglione riportante la croce di Agade circondata da un anello smaltato di verde con l'iscrizione "REPUBLIQUE DU NIGER", mentre sul retro si trova la testa di un bue circondata dall'iscrizione "TRAVAIL-FRATERNITE-PROGRES".
- La placca dell'Ordine è composta dalle medesime fogge della medaglia montate su una stella raggiante.
- Il nastro è bianco con una striscia verde in mezzo.